# Beran (berg i Tjeckien)
Beran är ett berg i Tjeckien.   Det ligger i regionen Mellersta Böhmen, i den centrala delen av landet, 50 km sydväst om huvudstaden Prag. Toppen på Beran är 684 meter över havet, eller 64 meter över den omgivande terrängen. Bredden vid basen är 1,3 km.
Terrängen runt Beran är kuperad åt sydost, men åt nordväst är den platt.Runt Beran är det ganska tätbefolkat, med 52 invånare per kvadratkilometer. Närmaste större samhälle är Příbram, 12,9 km sydost om Beran. I omgivningarna runt Beran växer i huvudsak blandskog.